# Kalilangan
Kalilangan (Bayan ng Kalilangan) är en kommun i Filippinerna. Kommunen ligger på ön Mindanao, och tillhör provinsen Bukidnon. Folkmängden uppgår till 30 592 invånare.
Kalilangan är indelat i 14 barangayer.